# ماريو فارلين
ماريو فارلين (بالإيطالية:  Mario Varglien)‏ (26 ديسمبر 1905 في فيومي – 1978) لاعب كرة قدم إيطالي راحل كان يجيد اللعب في خط الوسط .
لعب طوال مسيرته الرياضية في أندية فيومانا، برو باتريا، يوفنتوس (1927-1942) تريستينا (1943-1944) .
لعب لصالح منتخب إيطاليا مباراة دولية واحدة من دون تسجيل أي هدف في 1935 وقد شارك في بطولة كأس العالم لكرة القدم 1934 التي أقيمت في إيطاليا .

## مسيرته الكروية
لعب ماريو فارلين خلال مسيرته الاحترافية مع ناديين في أربعة عشر موسمًا وسجل خلالها 16 هدفًا ضمن 370 مباراة. حيث فاز في موسم واحد بالكأس وفي خمسة مواسم بالدوري.
خاض ماريو فارلين مسيرته مع نادي برو باتاريا في موسم 1927–28 لمدة موسم واحد، مشاركًا في 20 مباراة سجل خلالها هدفين. ثم انتقل إلى نادي يوفنتوس في موسم 1928–29 ليلعب معه ثلاثة عشر موسمًا، حيث شارك في 350 مباراة سجل خلالها 14 هدفًا.

## روابط خارجية
- ماريو فارلين على موقع قاعدة بيانات كرة القدم.إي يو (الإنجليزية)
- ماريو فارلين على موقع ناشيونال فوتبول تيمز (الإنجليزية)
- ماريو فارلين على موقع عالم كرة القدم.نت (الإنجليزية)